# Риверсвил (Западна Вирџинија)
Риверсвил (енгл. Rivesville) град је у америчкој савезној држави Западна Вирџинија.

## Демографија
По попису из 2010. године број становника је 934, што је 21 (2,3%) становника више него 2000. године.
| Група             | 2000.       | 2010.       |
| Белци             | 897 (98,2%) | 919 (98,4%) |
| Афроамериканци    | 1 (0,1%)    | 6 (0,6%)    |
| Азијати           | 3 (0,3%)    | 0 (0,0%)    |
| Хиспаноамериканци | 5 (0,5%)    | 3 (0,3%)    |
| Укупно            | 913         | 934         |